# La cresta dell'onda
La cresta dell'onda (Bleeding Edge) è l'ottavo romanzo pubblicato da Thomas Pynchon, apparso negli USA il 17 settembre 2013; l'edizione in italiano è del 2014 presso Einaudi, nella traduzione di Massimo Bocchiola.

## Trama
New York City, 21 marzo 2001. Maxine Tarnow, titolare di un'agenzia di investigazioni su frodi fiscali, riceve la visita del regista Reg Despard, incontrato durante una crociera nel periodo in cui lei si separava dal marito; l'uomo la incarica di indagare su una società di sicurezza informatica chiamata hashslingrz che l'ha ingaggiato per un documentario pubblicitario. Maxine, madre di due bambini, appartiene alla borghesia ebrea dell'Upper West Side, ma non è praticante; all'uscita da scuola insieme ai figli Otis e Ziggy, porta a casa con sé la piccola Fiona. I genitori, Vyrva e Justin, sono vicini di casa, immigrati dalla Silicon Valley per lavorare nel distretto hi-tech di New York. Justin ha sviluppato insieme al socio Lucas un software chiamato DeepArcher, ancora in fase beta-test, una sorta di Second Life che permette di viaggiare tramite un avatar in un mondo di realtà virtuale. Maxine è impressionata dal realismo e dalla risoluzione grafica di questo ambiente all'apparenza vastissimo.
Analizzando i bilanci di hashslingrz, Maxine rileva somme che sembrano spese senza criterio. Per esempio si è continuato a pagare fatture a una ditta denominata hwaahwgh.com anche dopo che è fallita. Durante un sopralluogo alla sede di questa azienda, Maxine trova negli uffici abbandonati una giovane che scarica illegalmente software. Si chiama Driscoll Padgett, lavorava per hwaahwgh.com e non ha una buona opinione né di hashlingrz né del suo A.D. Gabriel Ice: si vociferano storie di favolosi party con ragazze nude e affari anomali con paesi arabi. Maxine la invita a prendere un caffè, nel locale si sentono osservate da due uomini che all'uscita pedinano Maxine fino nella metropolitana.
Si rifà vivo Reg Despard con novità; Eric, la sua talpa all'interno di hashslingrz, gli ha rivelato il sistema con cui Gabriel Ice ha trasferito soldi all'estero senza incappare nei controlli bancari: si chiama hawala, esteso in Africa e Medio Oriente, funziona sulla fiducia degli intermediari. Reg le racconta che mentre si aggirava nella sede di hashslingrz con la sua telecamera è capitato in una stanza piena di computer su cui lavoravano degli arabi. Immediatamente convocato da Gabriel Ice, gli è stato detto che avrebbe dovuto consegnare eventuale materiale filmato nella stanza; Reg ha mentito negando di avere effettuato riprese. Adesso però Eric è diventato paranoico, non vuole più incontrare Reg se non nell'anonimato del web.
Horst Loeffler, ex marito di Maxine, passa a trovare i figli e annuncia che si fermerà a lavorare a New York, ha già preso un ufficio in una delle torri del WTC.
Maxine viene abbordata da un agente federale di nome Nicholas Windust, un tipo molto attraente sulla cinquantina, al corrente del suo interesse professionale per hashslingrz: secondo lui Avram, marito di sua sorella Brooke Tarnow, sarebbe un sayanim, un agente dormiente del Mossad, i servizi segreti israeliani. La notte, Maxine ha un sogno violentemente erotico, protagonisti lei e Nicholas Windust.
Un corriere consegna a Maxine una chiavetta USB anonima che contiene copia del dossier FBI di Nicholas Windust, il quale sarebbe uno di quegli agenti che intervengono all'estero per garantire gli interessi americani: nel suo curriculum c'è anche un passaggio in Argentina durante la dittatura, e chissà in quante morti illegali è compromesso.
Maxine viene a sapere dal figlio Ziggy che nella sua scuola è venuta a parlare una storica attivista della sinistra che lei ha conosciuto almeno 15 anni prima: è March Kelleher, la suocera di Gabriel Ice, odiato genero che le ha portato via la figlia Tallis che non vede da anni. Maxine avvicina la donna e ne ottiene la conferma dei sospetti di irregolarità intorno ai pagamenti fantasma di hashslingrz. Secondo March Kelleher, il genero Gabriel Ice è coinvolto con la Sicurezza USA, in particolare nel governativo Progetto Montauk, concentrato di tutta la paranoica mitologia complottistica dell'amministrazione USA, dai viaggi nel tempo agli extraterrestri. Dietro sua richiesta, Maxine incontra Tallis, che odia la madre perché non perde occasione di attaccare sul suo blog hashslingrz e suo marito Gabriel Ice.
Horst e i ragazzi partono per una vacanza a Chicago; Maxine riceve una telefonata da Gabriel Ice, il quale sa che si è incontrata con la moglie. Sostiene che il blog della suocera lo mette in cattiva luce, e la incarica di fare da tramite per convincerla a desistere. Maxine conosce il russo Igor Daškov, rappresentante di qualche cartello di oligarchi, al quale consiglia un investimento azionario che gli fa guadagnare una montagna di soldi. Riceve poi una videocassetta anonima che mostra Vip Epperdew, incontrato in una precedente indagine, in una casa di Hamptons, all'estremità orientale di Long Island, dove Ice possiede una casa vacanze. Decisa a capire cosa significhi, vi si reca in auto e scopre che un incendio ha distrutto la casa di Epperdew. Maxine entra nella casa estiva di Gabriel Ice, che come d'abitudine da queste parti non è chiusa a chiave, e scopre un passaggio segreto; sembra che il corridoio si diriga verso gli edifici del vecchio Progetto Montauk, ma Maxine torna indietro inorridita perché scorge qualcosa di inumano aggirarsi nei locali.
Uno dei software di ricerca di Maxine mostra che una parte dei pagamenti da hashslingrz è stata distolta a proprio favore da un collaboratore di nome Lester Traipse. Lo contatta, e l'uomo le chiede di fare da tramite tra lui e Gabriel Ice per dichiararsi disposto a restituire tutto. Pochi giorni dopo Maxine sente alla radio che Lester Traipse è morto suicida. Assume un professionista, Conkling Speedwell, specialista nel seguire tracce olfattive; si recano insieme alla piscina del Deseret Building dove è stato rinvenuto il cadavere. Conkling annusa un profumo molto raro, una colonia da uomo chiamata 9:30.
Maxine si mette sulle tracce di Eric, la “talpa” di Reg Despard che sembra scomparso. Ha soltanto una sua foto e alcuni indizi che conducono al night “Joie de Beavre”. Il proprietario le dice che deve cercarselo da sola e la invita a salire sul palco: Maxine, che ha imparato qualche movimento in palestra, si lancia in topless nella pole dance e individua Eric; si offre di accompagnarlo a casa e dato che il ragazzo è un feticista dei piedi si presta a procurargli un orgasmo appoggiandoglieli in grembo. Poi ottieneche Eric la guidi in avatar in un ambiente virtuale che ha tutta l'apparenza di una delle stanze visitate nel corridoio sotto casa Ice a Montauk. Un avatar misterioso li accoglie, raccontando loro una bizzarra storia di viaggiatori nel tempo, bambini rapiti e costretti a arruolarsi come agenti per missioni segrete di qualche agenzia federale.
Nicholas Windust invita a pranzo Maxine, che subisce il suo fascino, poi le dà appuntamento in un appartamento disabitato e la scopa senza tanti complimenti. Le consegna un dossier di documenti su suo cognato Avram, dal quale risulta che Gabriel Ice sarebbe ebreo e finanzierebbe al tempo stesso il terrorismo con milioni di dollari. Lei mostra l'incartamento a Conkling il quale annusa il profumo 9:30: Windust è implicato nella morte di Lester Traipse.
Nella buca delle lettere di Maxine c'è l'immancabile DVD anonimo, che stavolta è davvero sconvolgente: sul tetto di palazzo di Manhattan si vedono due uomini con un lanciarazzi antiaereo Stinger che parlano con un inglese senza accento. Maxine riconosce lo stile di Reg, e capisce che la cosa è troppo grossa per lei: mostra il filmato a March chiedendole di metterlo online sul proprio blog. Convinte di riconoscere il tetto del Deseret Building, le due donne vi si recano insieme e rinvengono un coperchio con una scritta in arabo: mostrato a un esperto, si rivela essere il tappo del circuito di raffreddamento di un lanciarazzi.
I figli di Maxine tornano a casa dalla vacanza con Horst, il quale chiede all'ex moglie di fermarsi qualche tempo da lei; l'uomo nota un'anomala impennata nelle vendite dei diritti di opzione su azioni American Airlines, come la settimana precedente è successo sulle United Airlines. Pochi giorni dopo (l'11 settembre 2001) Maxine, come tutti gli americani, segue allibita le notizie dell'attacco aereo al WTC. I figli sono preoccupati perché il padre non si fa sentire, ma è impossibile mettersi in comunicazione con chiunque. Il blog di March Kelleher dà la colpa dell'attacco all'Amministrazione USA, paragonandolo all'incendio del Reichstag che offrì il destro a Hitler per la repressione anticomunista; è dell'opinione che i lanciarazzi nel filmato di Reg fossero una sorta di "assicurazione anti-compassione", pronti per abbattere gli aerei nel caso in cui i piloti arabi non se la sentissero di portare a termine il loro suicidio mediatico. Horst torna a casa: dopo l'attacco era fuggito imbarcandosi sui battelli come molti abitanti di Manhattan, e si era trovato in un motel del New Jersey senza riuscire a mettersi in contatto. Sostiene che nei giorni precedenti si sono verificate vendite anomale di azioni dei proprietari dei grattacieli WTC.
È trascorso un mese dall'attacco. New York è sotto choc, in preda all'isteria anti-islamica, si prepara alla Guerra al terrorismo di Bush. Shawn, il guru di Maxine, individua un parallelo tra l'abbattimento dei buddha gemelli di Bamiyan da parte dei talebani e la distruzione delle torri gemelle; è convinto che il sia il momento più opportuno per ripensare la questione dello sviluppo insostenibile della società occidentale, e il disprezzo con cui il capitalismo tratta il pianeta e le altre culture. Reg si fa vivo per telefono da Seattle e si dichiara d'accordo per la pubblicazione del suo video sul blog di March Kelleher. Maxine torna nel mondo di DeepArcher, che trova stranamente affollato di avatar. Vi incontra quello di Lucas, il socio di Justin, che le confida di aver sorpreso una sera un loro ex socio a colloquio con Gabriel Ice, intenzionato a acquistare il source code di Deep Archer. Vyrva le confessa di avere da mesi una relazione con Gabriel Ice.
Notte di Halloween, i figli di Maxine partecipano a una festa al Deseret (secondo Reg, proprietà di Gabriel Ice), dove lei incontra Miša e Griša, le guardie del corpo di Igor Daškov; i due, che si sono infiltrati in DeepArcher durante i giorni intorno all'11 settembre, sostengono che il software sia in evoluzione. Lester Traipse sarebbe stato ucciso perché aveva visto troppo, e avrebbe confidato a Igor prima di morire “La sola scelta che mi rimane è Deep Archer”.

March pubblica il video di Reg, e Windust cade improvvisamente in disgrazia: tutte le sue carte di credito sono bloccate, è costretto a fuggire chiedendo un prestito a Maxine. Quando lo incontra per dargli del denaro, qualcuno spara loro addosso con un fucile automatico.

Dopo Natale, Maxine torna in Deep Archer e incontra l'avatar di Nicholas Windust che le dice di trovarsi a Washington e chiede di nuovo un prestito. Lei si reca all'appuntamento, ma lo trova morto stecchito; dallo stato di decomposizione capisce che doveva già essere defunto quando parlava con il suo avatar in DeepArcher. Si reca a trovare i genitori e in preda allo sconforto confessa al padre che un uomo con cui ha avuto una relazione è appena morto. Il padre non ha alcuna fiducia in Internet. La rete non porta alla libertà ma al controllo totale.

Maxine nota che il dossier su Windust che ha scaricato sul proprio computer si aggiorna automaticamente con nuovi dettagli, e sospetta che avvenga tramite Deep Archer; scende nel web e incontra un avatar che si spaccia per Lester Traipse; a questo punto sospetta che anche dall'aldilà si abbia accesso alla rete, e che il recente aumento di avatar sia dovuto ai “fantasmi” dei morti nell'attentato dell'11 settembre. La barriera fra il reale e il virtuale si fa sempre più sottile.
Maxine incontra in metropolitana Xiomara, la prima moglie guatemalteca di Windust, venuta a restituire i soldi che gli aveva prestato. Le racconta di come l'abbia amato malgrado sapesse che era uno dei torturatori americani, e di come lui l'abbia aiutata a fuggire dal Guatemala per lasciarla subito dopo. La donna è convinta che Windust sia finito nell'inferno indio, Xibalba.
Maxine e Tallis vengono rapite da Miša e Griša, intenzionati a chiedere il riscatto a Ice che odiano perché compromesso con i servizi segreti, ma le liberano quando vengono a sapere della separazione di Gabriel Ice dalla moglie. I due sostengono che Lester è stato ucciso perché aiutava Igor a inviare alla resistenza cecena i soldi dirottati dai fondi hashslingrz. Maxine torna a casa, Horst è molto preoccupato per la sua scomparsa, i due si riconciliano e vanno a letto insieme.

Nel capitolo finale, Maxine incontra Tallis e March in un tentativo di riconciliazione tra madre e figlia. Improvvisamente sopraggiunge Gabriel Ice, che minaccia la moglie finché Maxine interviene con la pistola che da quando ha iniziato questa indagine tiene con sé, e lo costringe a allontanarsi.

## Personaggi
Protagonisti
- Maxine Tarnow - l'autore non specifica l'età della protagonista, che si può tentare di desumere: dato che ha due bambini in età scolare non superiore, e si esibisce al night “Joye de Beavre” nella serata MILF, potrebbe ragionevolmente avere tra 35 e 45 anni. È titolare di un'agenzia di certificazione contro le frodi chiamata “Tail 'em and nail 'em”, e continua a lavorare anche se la licenza di certificatrice le è stata ritirata da qualche anno per irregolarità; figlia di genitori militanti degli anni sessanta, Maxine potrebbe essere cresciuta leggendo libri di Thomas Pynchon.[3] Reg ritiene che Maxine somigli a Rachel Weisz.
- Gabriel Ice - antagonista per eccellenza del romanzo, amministratore delegato di hashslingrz, uomo della Sicurezza federale, comproprietario del Deseret Building, invia fondi segreti in Meido Oriente, forse agli anti-integralisti o forse al terrorismo; secondo il dossier Windust, sarebbe ebreo; è lo 'stronzo di potere' di “La cresta dell'onda” (come Brock Vond in Vineland e Deuce Kindred in Contro il giorno), quello che fa perdere la testa al personaggio femminile; a differenza però di Frenesi Gates in “Vineland”, Maxine non è così cieca da pensare di redimere l'uomo, anzi è combattuta tra desiderio e razionalità.

Personaggi principali
- March Kelleher - storica attivista della sinistra che Maxine ha conosciuto 15 anni fa durante un sit-in per difendere inquilini sfrattati da una riqualificazione edilizia; sono rimaste per diverso tempo vicine di casa; è madre di Tallis, la moglie di Gabriel Ice, e moderatrice del blog Tabloid of the Damned.
- Nicholas Windust - si presenta come agente FBI, ma si scopre che lavora per un'altra agenzia governativa denominata TANGO; ha partecipato a missioni coperte in Argentina e Guatemala, e qui si è sposato molto giovane negli anni ottanta con una figlia di socialisti, per salvarla dalla 'pulizia etnica' contro le minoranze.

Altri personaggi
- Heidi Czornak – migliore amica di Maxine fino dall'adolescenza, quando si mettevano a osservare dalle finestre di casa Tarnow il lussuoso Deseret Building dall'altra parte della strada; forse ha carezzato l'idea di una relazione con Horst qualche tempo dopo la separazione della coppia.
- Igor Daškov – ex specnaz, rappresenta negli USA un cartello di oligarchi russi.
- Avram (Avi) Deschler - marito di Brooke Tarnow, probabile sayanim, agente dormiente del Mossad.
- Reg Despard – autore di spot pubblicitari e film d'avanguardia, entrato per caso nell'industria cinematografica; ha iniziato registrando con una telecamera a mano i film in prima visione al cinema, per rivenderli in videocassetta, poi i suoi movimenti di macchina vengono riconosciuti da un professore riconosce come arte.
- Phipps 'Vip' Epperdew – falsificatore di registratori di cassa che Maxine ha conosciuto in una precedente indagine.
- Tallis Ice (Kelleher) – lei e Gabriel Ice si sono conosciuti all'università, e hanno avuto un figlio, Kennedy.
- Sid Kelleher – ex marito di March e padre di Tallis, pusher di droga di Igor Daškov
- Emma Levin – insegnante di krav maga nella scuola di Otis e Ziggy, pare che sia un'ex agente del Mossad; riesce a neutralizzare un individuo che aspetta Ziggy fuori da scuola.
- Chazz Larday – amante di Tallis; lei ha il sospetto che la loro relazione sia sotto il controllo del marito.
- Horst Loeffler – ex marito di Maxine; per qualche tempo durante il loro idillio, lui ha persino meditato di convertirsi all'ebraismo, poi soprattutto la circoncisione l'ha fatto rinunciare.
- Lucas – socio di Justin McElmo nello sviluppo di DeepArcher; anche lui è un californiano ex Silicon Valley.
- Daytona Lorrain – impiegata della 'Tail 'em and nail 'em'.
- Marvin – corriere che consegna più volte a Maxine spedizioni anonime che l'aiutano nelle indagini.
- Justin McElmo – coautore di DeepArcher, marito di Vyrva.
- Vyrva McElmo – moglie di Justin e madre di Fiona, collezionista compulsiva di pupazzi per bambini Beanie Babies, è una californiana che ama New York; incontra Gabriel Ice a Las Vegas durante la convention di hackers Defcon.
- Miša e Griša – guardie del corpo di Igor Daškov.
- Carmine Nozzoli – agente federale, ha una relazione con Heidi Czornak.
- Eric Outfield – giovanissimo esperto di software, 'talpa' infiltrata in hashslingrz; introduce negli uffici microspie di trasmissione dati nascoste nei Furby; ha una relazione con Driscoll Padgett.
- Driscoll Padgett – ex web designer di hwgaahwgh.com, somiglia come una goccia d'acqua a Jennifer Aniston; ritiene che Microsoft sia Greenpeace al confronto con hashslingrz; durante il romanzo ha una relazione con Eric Outfield quando entrambi sono sfollati a casa di Maxine.
- Shawn – guru e terapista di Maxine; individua un parallelo tra l'abbattimento dei buddha gemelli di Bamiyan da parte dei talebani e la distruzione delle torri gemelle; è convinto che il sia il momento più opportuno per ripensare la questione dello sviluppo insostenibile della società occidentale, e il disprezzo con cui il capitalismo tratta il pianeta e le altre culture.
- Cornelia Slagiatt – moglie di Rocky, è molto interessata a alcuni aspetti dell'ebraismo e cerca attivamente l'amicizia di Maxine Tarnow.
- 'Rocky' Slagiatt – imprenditore italo-americano che ha investito in diverse imprese di Gabriel Ice.
- Conkling Speedwell – 'naso' professionista, ha una fissazione di tipo professionale per '4711', il profumo personale di Adolf Hitler; durante il romanzo ha una relazione con Heidi Czornak.
- Brooke Tarnow Deschler – sorella di Maxine, all'inizio della narrazione abita in Israele poi torna negli Stati Uniti perché il marito Avi Deschler viene assunto da Gabriel Ice.
- Ernie ed Elaine Tarnow – genitori di Maxine, negli anni sessanta erano attivisti per i diritti umani, parteciparono a dimostrazioni per il Nicaragua e il Salvador, ma la figlia non si accorse di nulla; considerano il genero Avram un estremista e integralista ebreo.
- Lloyd Thrubwell – cugino di Cornelia Slagiatt, agente CIA; Maxine lo incontra sperando di mettere l'agenzia alle calcagna di Windust.
- Lester Traipse – ex dipendente hwaahwgh.com, ha distolto fondi dai flussi di denaro che Gabriel Ice invia in medio oriente.
- Xiomara – prima moglie guatemalteca di Windust.
- Ziggy e Otis Loeffler – figli di Maxine e Horst.

## Analisi critica
Alla sua uscita negli USA per l'editore Penguin Press, il romanzo ha avuto un'accoglienza generalmente positiva. In occasione della pubblicazione del precedente Vizio di forma, una parte della critica parlò di una “svolta noir” nella narrativa del massimo autore del postmoderno americano, auspicata soprattutto dai suoi colleghi di scrittura, convinti che la letteratura d'indagine rappresenti il veicolo migliore per una critica della società contemporanea.”

Anche “La cresta dell'onda” assume l'apparenza di un romanzo noir: c'è una detective specializzata nel certificare frodi fiscali coinvolta in prima persona in una indagine che di capitolo in capitolo si allarga a dismisura, si ramifica e coinvolge sempre più personaggi; nell'opera di Pynchon esiste già un precedente, il suo secondo romanzo L'incanto del lotto 49 (anzi, “un racconto trattato come un romanzo”) nel quale una giovane donna di nome Oedipa Maas deve accertare nella California degli anni sessanta la consistenza ereditaria di un suo ex fidanzato. Per Maxine come per Oedipa, la ricerca si trasforma in un incubo per il sospetto di un complotto così vasto da rendere impossibile definirne i confini. Realtà e immaginazione si mescolano in una commistione paranoica che è alla base della narrativa di Pynchon.
Nel caso della protagonista di “La cresta dell'onda” però le verità sfiorate da Maxine Tarnow sono la punta dell'iceberg di una cospirazione ambientata nel momento fondativo della grande paranoia americana di inizio millennio: quella mitologia di intrighi nata intorno agli attentati dell'11 settembre 2001 che sembrerebbe un esplicito invito alla scrittura per un autore come Pynchon.
All'autore non interessa però descrivere la costruzione di un complotto terroristico, ma l'edificazione di un controllo paranoico che viola i diritti dell'individuo. Nel romanzo, si suggerisce che il governo federale allunghi i suoi tentacoli fino all'attentato al WTC, quel buco nella storia americana che favorisce la trasformazione del “tardo capitalismo” in un “racket piramidale su scala globale”.
Il titolo
In inglese il titolo originale 'bleeding edge' è una metafora che indica una tecnologia così avanzata da risultare potenzialmente pericolosa per l'utilizzatore. È derivata da cutting edge e leading edge, entrambe metafore per “all'avanguardia”, paragonabili alle espressioni italiane sulla cresta dell'onda o di punta, ma bleeding (sanguinante) sta a indicare il pericolo intrinseco in una tecnologia troppo recente.
Pynchon e New York
L'incanto del lotto 49 era ambientato in California, durante quello che Pynchon considera il 'periodo d'oro' dell'unica utopia americana, il movimento hippie. Ma dagli anni novanta lo scrittore è tornato a vivere nell'Upper West Side, nella natia New York (per la precisione, è nato nella vicina Glen Cove sull'isola di Long Island nel 1937), e qui si trovava nei giorni dell'evento che ha giustificato la nascita del Nuovo Ordine tecno-politico, lo stato di sorveglianza poliziesca permanente.

Il romanzo inizia il 21 marzo 2001, l'equinozio di primavera dell'anno Uno del terzo millennio dell'era volgare, e in Thomas Pynchon questo non può essere casuale, considerato il valore narrativo-simbolico che attribuisce alle date del calendario
Pynchon e il postmoderno
La questione rilevante, a proposito della scrittura di Thomas Pynchon così come si presenta oggi, è se risulti efficace nel catturare un presente “atomizzato, paranoico, infantile e ossessivo” senza diventare a sua volta atomizzata, paranoica, infantile e ossessiva. Questo romanzo sembra centrare il segno perché a differenza degli scrittori suoi contemporanei, e in spregio alla sua inclusione nella “systems novel”, il punto di partenza di Pynchon non è una concezione del mondo bensì un caos di “detriti di cultura pop, arte e scienza”.

Il critico letterario inglese Christine Brooke-Rose ha individuato a proposito di Salman Rushdie una categoria narrativa che sembrerebbe adattarsi bene a Thomas Pynchon: la palimpsest history,

una narrazione polifonica dei “nuovi miti storici” che contiene anche la contestualizzazione e l'esegesi di questi miti stessi. In questa ipotesi. Il noir sarebbe solo un guscio esterno che Pynchon adotta per comodità, perché a differenza del genere “giallo”, qui non si prevede una 'soluzione' del caso, e risulta ammissibile anche la non-ricomposizione dell'ordine primigenio. Grandemente influenzato dalla fisica del XX secolo (teoria della relatività e meccanica quantistica), Pynchon ha sempre disdegnato un rapporto narrativo causa-effetto, e le intenzioni dei personaggi spesso giocano un ruolo marginale nel loro destino all'interno del plot.
L'attentato al WTC e la Decoerenza in “La cresta dell'onda”
A partire da questa contiguità tra Thomas Pynchon e la quantistica, il critico David Auerbach individua in un intervento molto approfondito e documentato su The American Reader un principio di Decoerenza nella struttura dei suoi romanzi, con chiaro riferimento alla decoerenza quantistica. Si tratta di una scena madre, un punto di svolta che interviene alla lunghezza di due terzi nel testo, e che sostituirebbe il climax narrativo, assente in Pynchon. Per esempio, in Contro il giorno la Decoerenza sarebbe rappresentata dall'evento di Tunguska.

In “La cresta dell'onda” l'evento-Decoerenza è naturalmente l'attacco dell'11 settembre 2001 al WTC: è in questo momento che la conoscenza collettiva, benché contraddittoria e inconsistente, collassa nell'ambiente circostante: non per nulla i numeri randomizzati che DeepArcher reperisce nel web per rendere inaccessibili le chiavi di accesso improvvisamente perdono la casualità nell'imminenza dell'evento-Decoerenza, in ossequio al progetto Coscienza Globale dell'Università di Princeton.